# Petrikirche zu Bosau

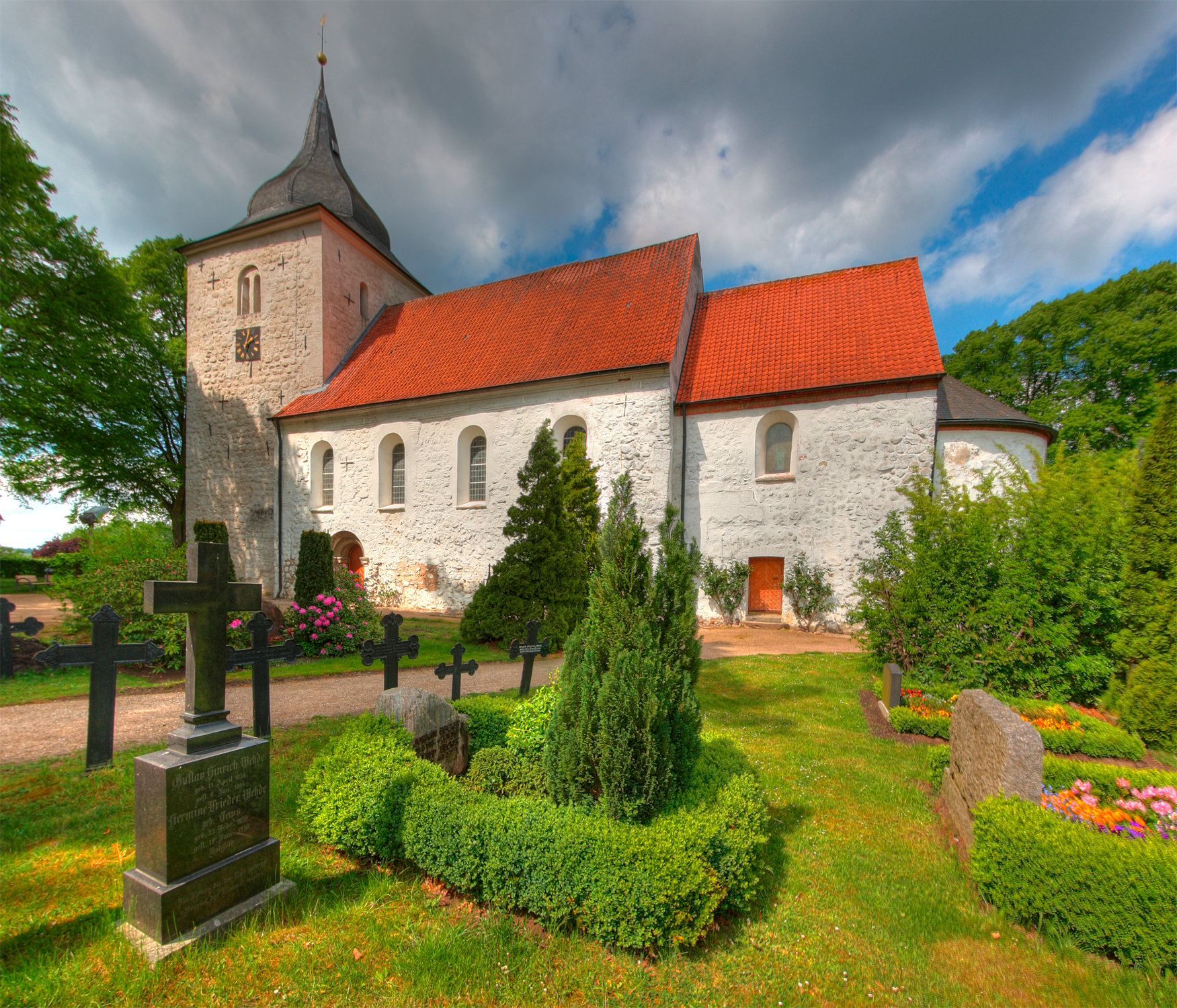
St. Petri in Bosau, Südseite

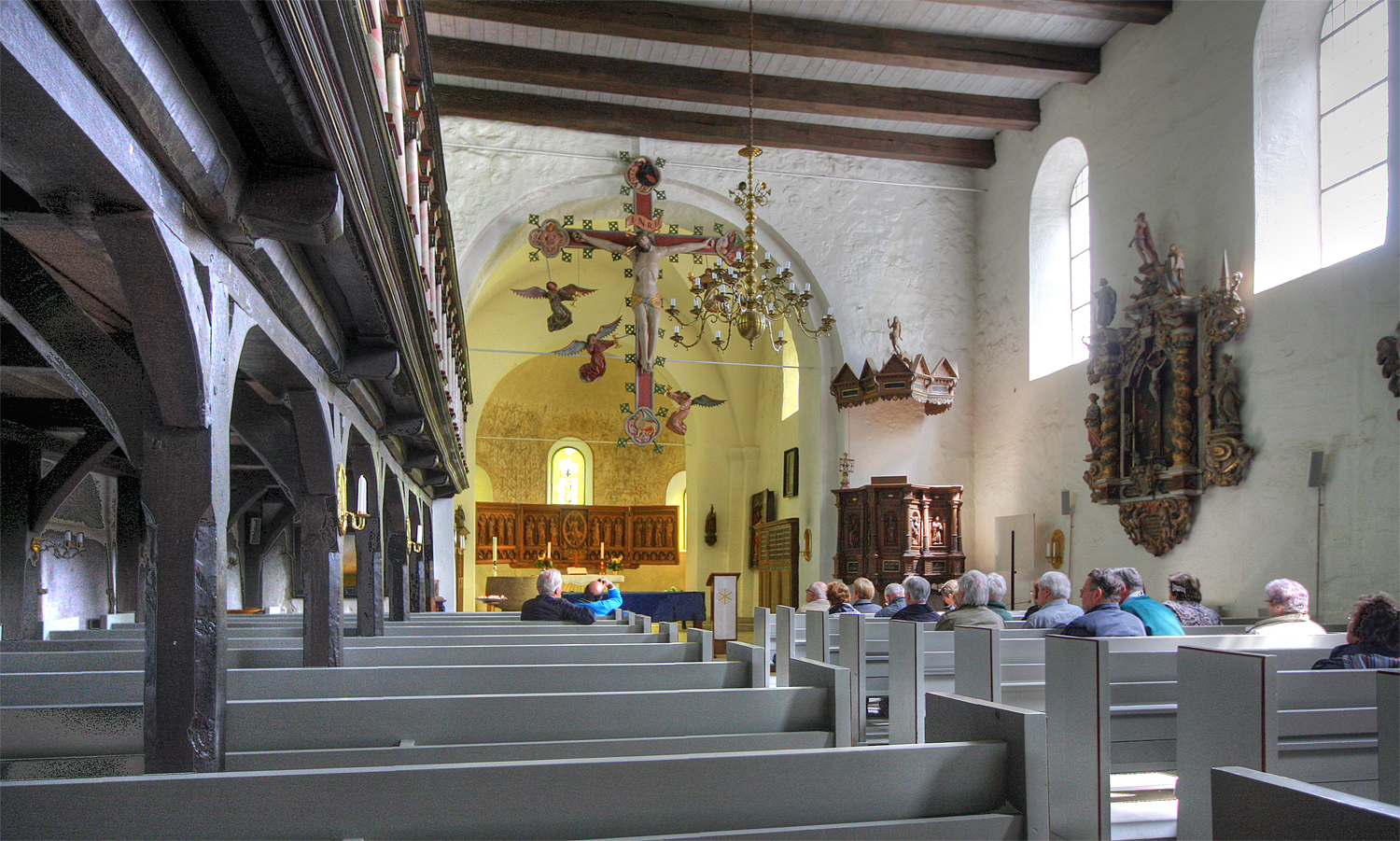
St. Petri, Blick auf den Altar

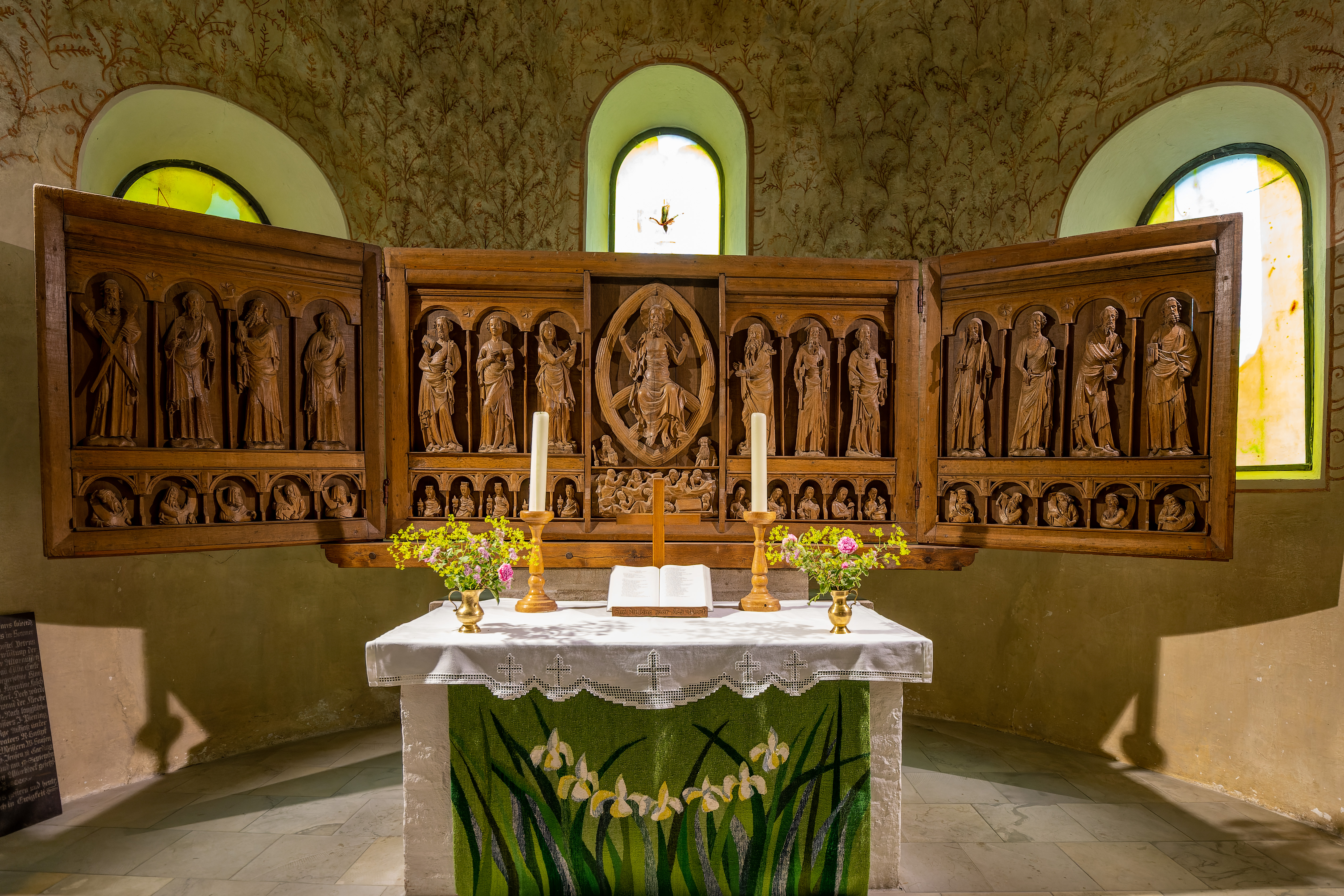
St. Petri, Altar

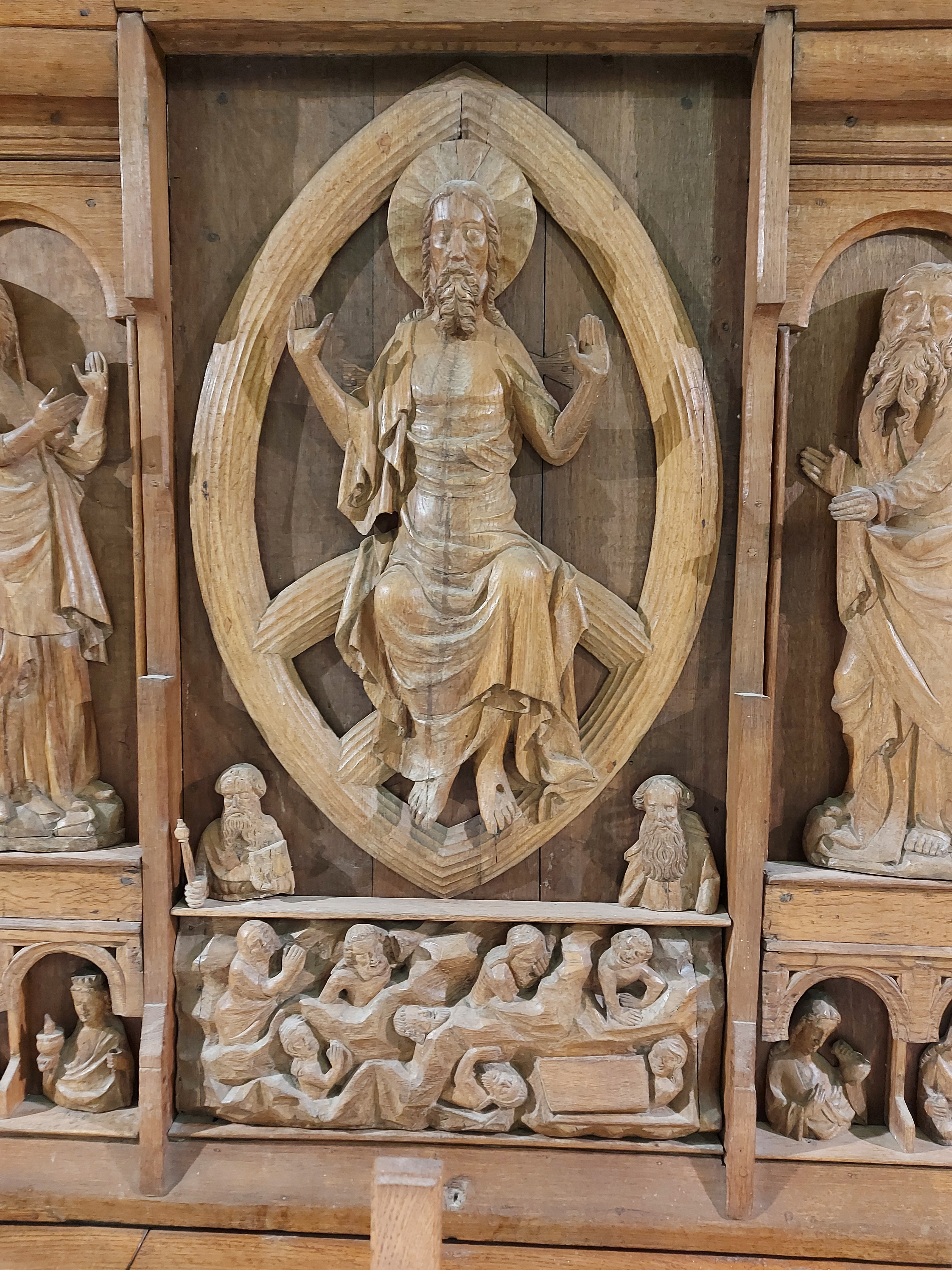
Maiestas Domini aus dem Retabel, um 1370

Die evangelisch-lutherische St.-Petri-Kirche zu Bosau am Südende des Großen Plöner Sees ist eine in den Ursprüngen romanische Feldsteinkirche aus dem 12. Jahrhundert, die von Bischof Vicelin gegründet wurde.
Bosau war vorübergehend von 1150 bis 1156 Sitz des Bistums Oldenburg unter den Bischöfen Vicelin und Gerold. Insofern ist die Petrikirche eine ehemalige Bischofskirche und wird daher auch als „kleinster Dom der Welt“ bezeichnet. Der Chronist und Priester Helmold von Bosau schrieb hier von 1167 bis 1172 seine Chronica Slavorum.
Die Bosauer Petrikirche ist seit über 40 Jahren der zentrale Aufführungsort der Bosauer Sommerkonzerte.

## Vorgeschichte

### Bistum Oldenburg in Holstein
Das Bistum Oldenburg in Holstein wurde vom Hamburger Erzbischof Adaldag im Auftrag von Kaiser Otto I. im Jahre 972 zum Zwecke der Slawenmissionierung und Kolonisierung der wendischen Gebiete gegründet. Das Gebiet des Bistums reichte zunächst von der dänischen Grenze an der Kieler Bucht bis an die Grenze des Bistums Havelberg im Süden, wurde aber im 11. Jahrhundert auf das eigentliche Wagrien (Ostholstein) beschränkt.
Der Gründung des Bistums folgte nach einigen friedvollen Jahren eine lange Periode slawischer Aufstände und kriegerischer Auseinandersetzungen. 983 ging die Kirche in Oldenburg in Flammen auf. Zum heftigsten Wagrieraufstand kam es nach zwischenzeitlich ruhigeren Phasen im Jahre 1066 unter der Führung des Stammes der Liutizen, die alles Christliche im Lande vernichteten. Bischof Ezzo entkam zwar dem Gemetzel, das Bistum der Wagrier verschwand jedoch über 80 Jahre aus der Geschichte.

### Bosau vor der Kirchengründung
Die Bosauer Halbinsel im Großen Plöner See war ursprünglich eine Insel und wohl auch in vorchristlicher Zeit bereits der Ort einer wendischen Kultstätte. Der Name Bosau ist die Fortentwicklung des slawischen Siedlungsnamens Bozowe, eine mögliche Deutung ist „unter den Buchen“, andere Vorschläge reichen von „Gottesfeld“ bis „Siedlung des Boz“. Einer der ersten Bischöfe von Oldenburg (Holstein) hatte an dieser Stelle schon im 10. Jahrhundert einen durch die Lage geschützten Wirtschaftshof angelegt, der aber nicht gehalten werden konnte und 1066 schließlich von den Slawen zerstört wurde.

### Bosau als Sitz des Bistums Oldenburg
Im 12. Jahrhundert trieb Heinrich der Löwe die Kolonisation in den slawischen Siedlungsgebieten des östlichen Nordelbingens und in Mecklenburg in einem zweiten großen Anlauf erneut voran. Im Zuge dieser zweiten Kolonisation wurde das alte wendische Missionsbistum Oldenburg formal wiederhergestellt. (→ Wendenkreuzzug)
1149 wurde der Wendenmissionar Vicelin als Oldenburger Bischof eingesetzt, nachdem der Bischofssitz über 80 Jahre verwaist war. Weil das Gebiet um Oldenburg selbst immer noch wendisches Rückzugsgebiet und der Bischofssitzes dort noch nicht sicher war, siedelte Bischof Vicelin nach Bosau über.

## Kirchengründung durch Vicelin

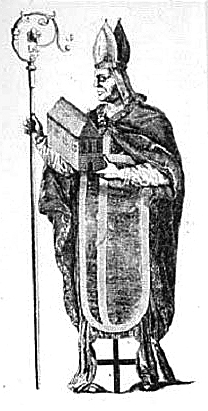
Bischof Vicelin, Reproduktion eines Kupferstichs von 1590

Bischof Vicelin ließ in den Jahren 1151–1152 die Petrikirche errichten, eine von vielen heute noch Vicelinkirchen genannten Feldsteinkirchen aus der Zeit seiner Mission in Holstein und Wagrien. Darüber schreibt der spätere Bosauer Pfarrer und Chronist Helmold († 1177) in seiner Slawenchronik im I. Buch, Kapitel 71:

„So war der Friede im Land der Wagrier, und die junge Pflanzung nahm durch Gottes Gnade immer mehr zu. Auch der Handel zu Lübeck wurde von Tag zu Tag blühender und die Schiffe der dortigen Kaufleute mehrten sich. Bischof Vicelin aber begann die Insel, welche Bozowe hieß, zu bewohnen und lagerte unter einer Buche, bis sie Hütten erbaut hatten, in denen sie sich aufhalten konnten. Dort begann er eine Kirche zu erbauen im Namen des Herrn und zum Gedächtnis des heiligen Petrus, des Apostelfürsten.“

1151 wurde der Bau begonnen, Handwerker und Material kamen aus Segeberg und Neumünster. Als Bischof Vicelin 1152 vom Merseburger Reichstag des jungen Kaisers Friedrich Barbarossa nach Bosau zurückkehrte, war der Kirchenbau so weit fortgeschritten, dass Vicelin die Einweihung vornehmen konnte. Wenige Tage nach der Kirchweihe in Bosau erlitt er einen Schlaganfall, der seine rechte Seite lähmte und seine Sprechfähigkeit stark beeinträchtigte. Nach zweijähriger Leidenszeit starb er am 12. Dezember 1154 in Neumünster. Unter seinem Nachfolger Bischof Gerold, der seit 1156 in Eutin residierte, wurde der ursprünglich Oldenburger Bischofssitz 1160 (nach neueren Forschungen vielleicht erst 1163) nach Lübeck verlegt. Gerold starb 1163 bei seinem Freund Helmold in Bosau, den er zum Schreiben der Chronik angeregt hatte.

## Baugeschichte

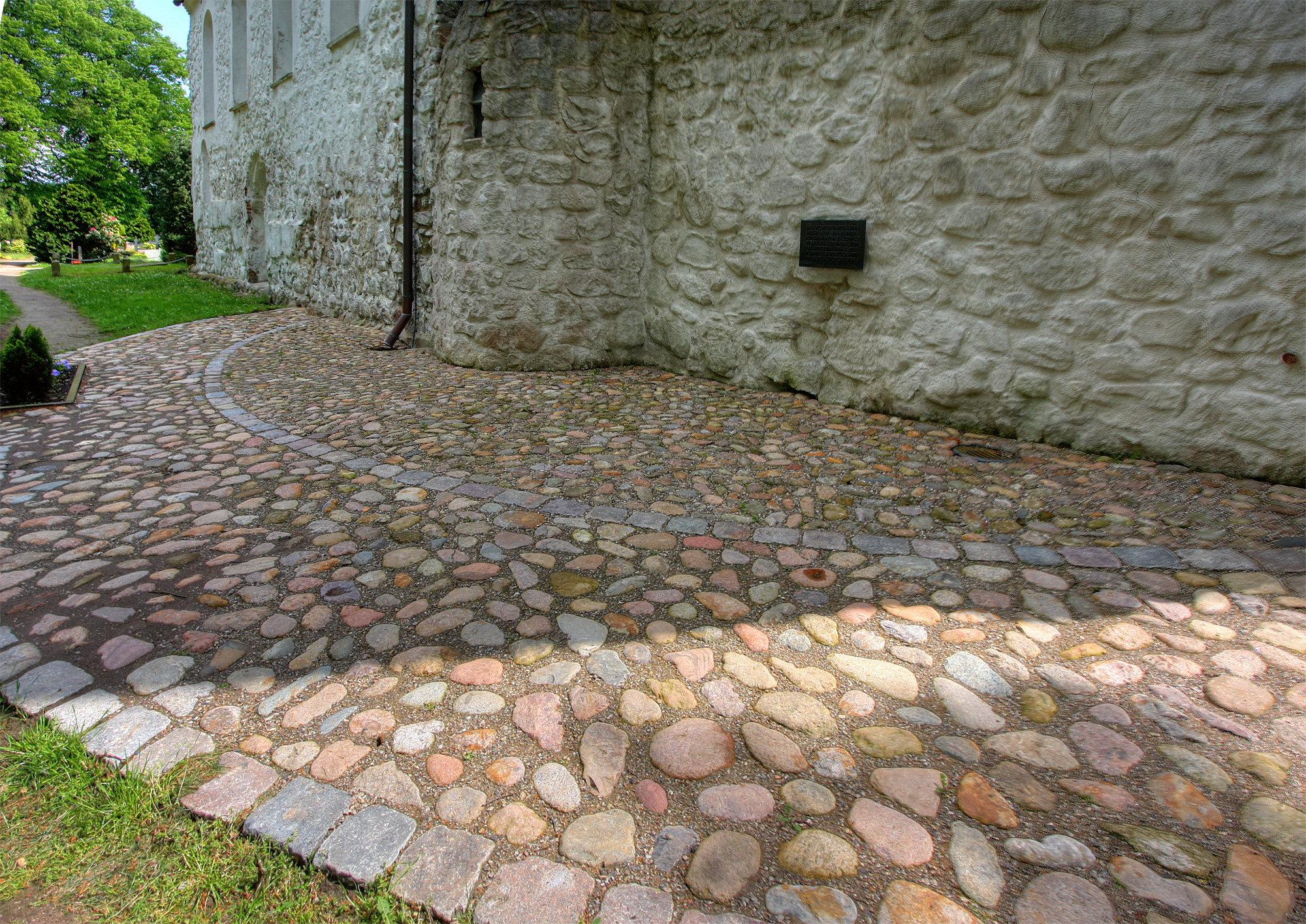
Durch Feldsteine gekennzeichneter Fundamentverlauf des ursprünglichen Rundturms

Es lässt sich nicht genau ermitteln, wie die Bosauer Petrikirche ursprünglich ausgesehen hat, da der Bauplan schon während der Bauzeit geändert und die Kirche später mehrfach umgebaut wurde. Reste von Fundamenten, die bei Grabungsarbeiten im Kirchenschiff gefunden wurden, lassen auf eine dreischiffige Basilika schließen. Westturm, Chor und Apsis waren zunächst noch nicht vorhanden, sie sind erst um 1200 entstanden, als die dreischiffige Basilika zur Saalkirche umgebaut wurde.
Die älteste erhaltene Abbildung der Kirche aus dem Jahr 1559 zeigt den Turm in runder Form mit einem spitzen Helmkegel. Die Fundamente eines ursprünglichen Rundturms konnten auch durch Grabungen nachgewiesen werden und sind gut sichtbar durch Feldsteine um den heutigen Turm herum im Boden markiert. Bei der Beschießung der Kirche im Dreißigjährigen Krieg im Jahre 1627 wurde der Rundturm bis auf geringe Reste zerstört. Der Wiederaufbau des Turmes erfolgte auf fast quadratischem Grundriss, der Turm erhielt einen geschweiften Barockhelm.
An der Bosauer Kirche lässt sich die ursprüngliche Feldsteintechnik besonders gut beobachten, da weite Teile original erhalten geblieben sind. Die Feldsteine wurden in einer Holzverschalung mit Gipsmörtel vom Segeberger Kalkberg ausgegossen, so dass der Schein der weißen Oberfläche sich weithin über dem Plöner See zeigte. Nachdem große Teile der Gipsfläche verloren gingen und das Mauerwerk mit Ziegeln ausgebessert werden musste, hat man die Kirche 1970 einheitlich mit einem weißen Kalkanstrich versehen, so dass ihr heutiges Erscheinungsbild – abgesehen vom Rundturm – dem früherer Zeiten sehr nahekommt.

## Ausstattung

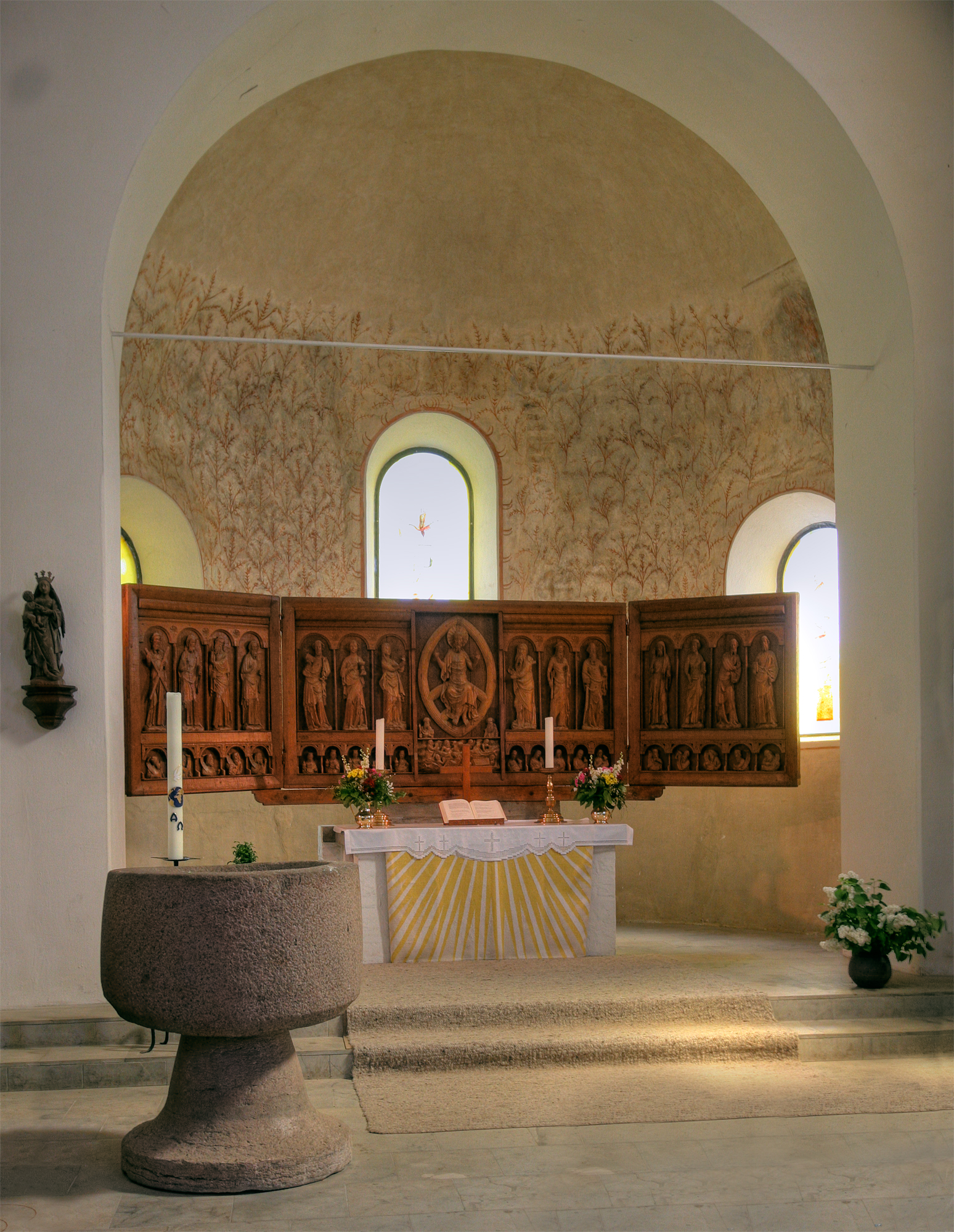
Apsis, Taufbecken, Hauptaltar

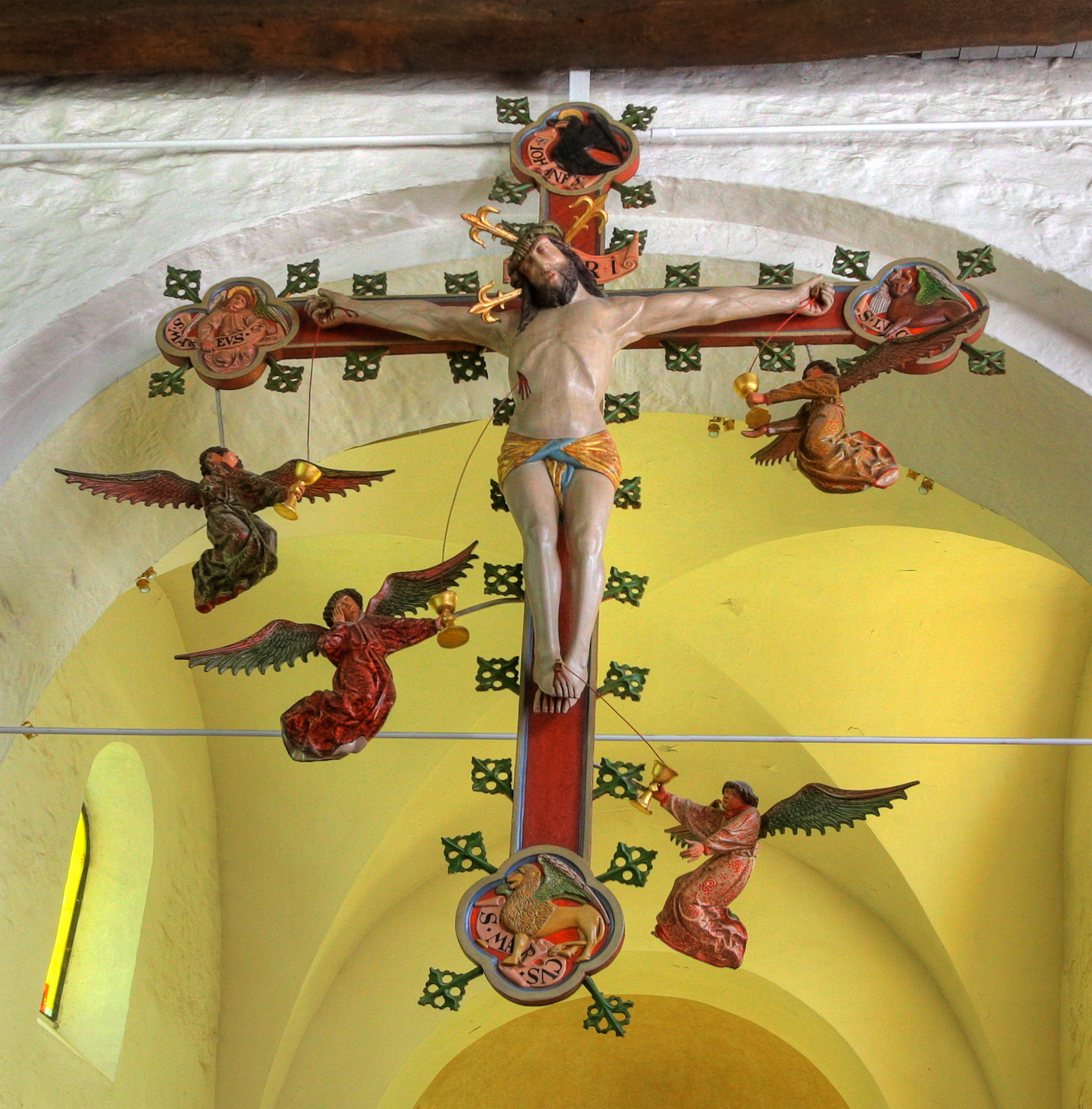
Großes Triumphkreuz im Chorraumbogen

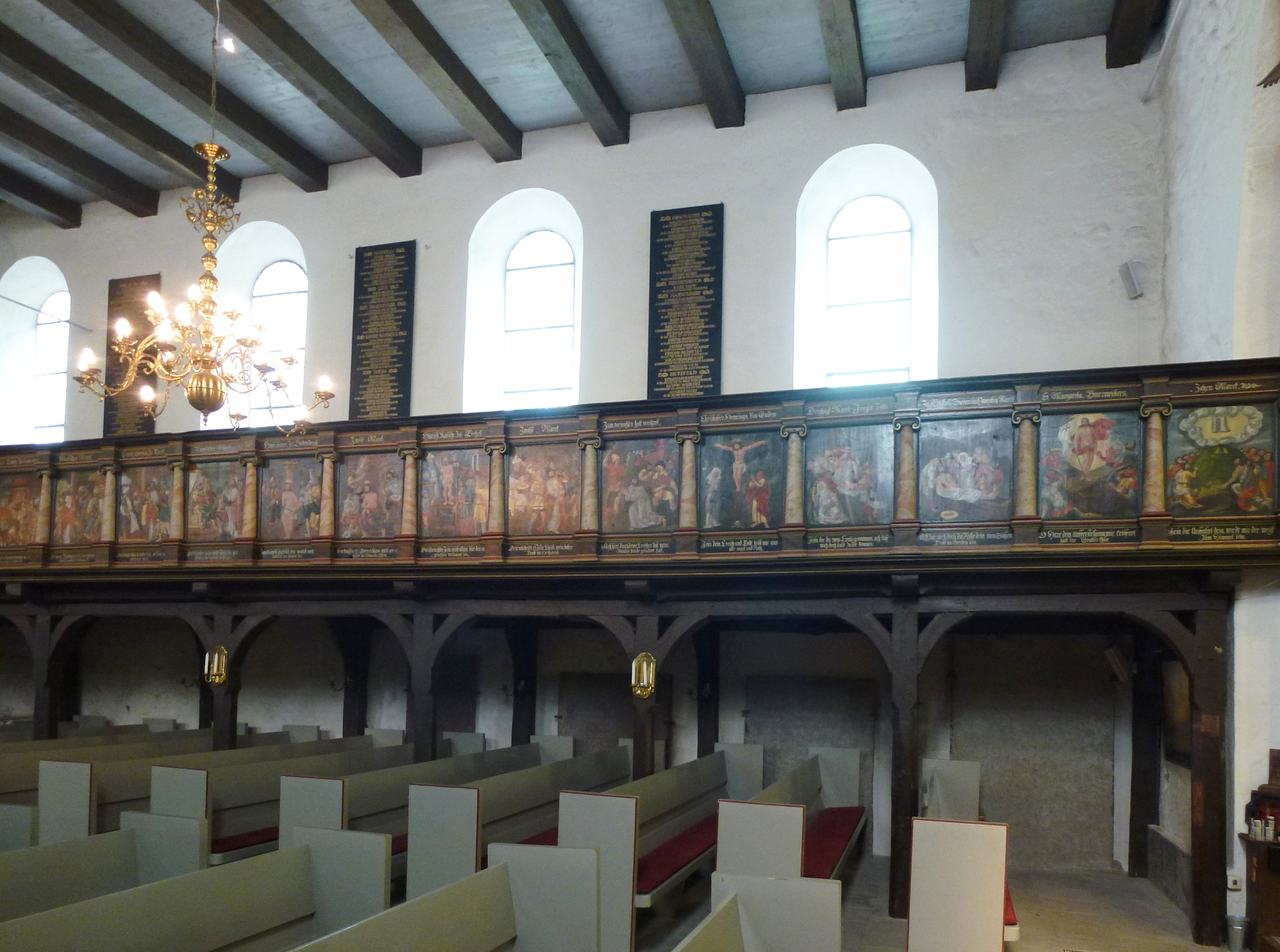
Nordempore mit Gemäldetafeln

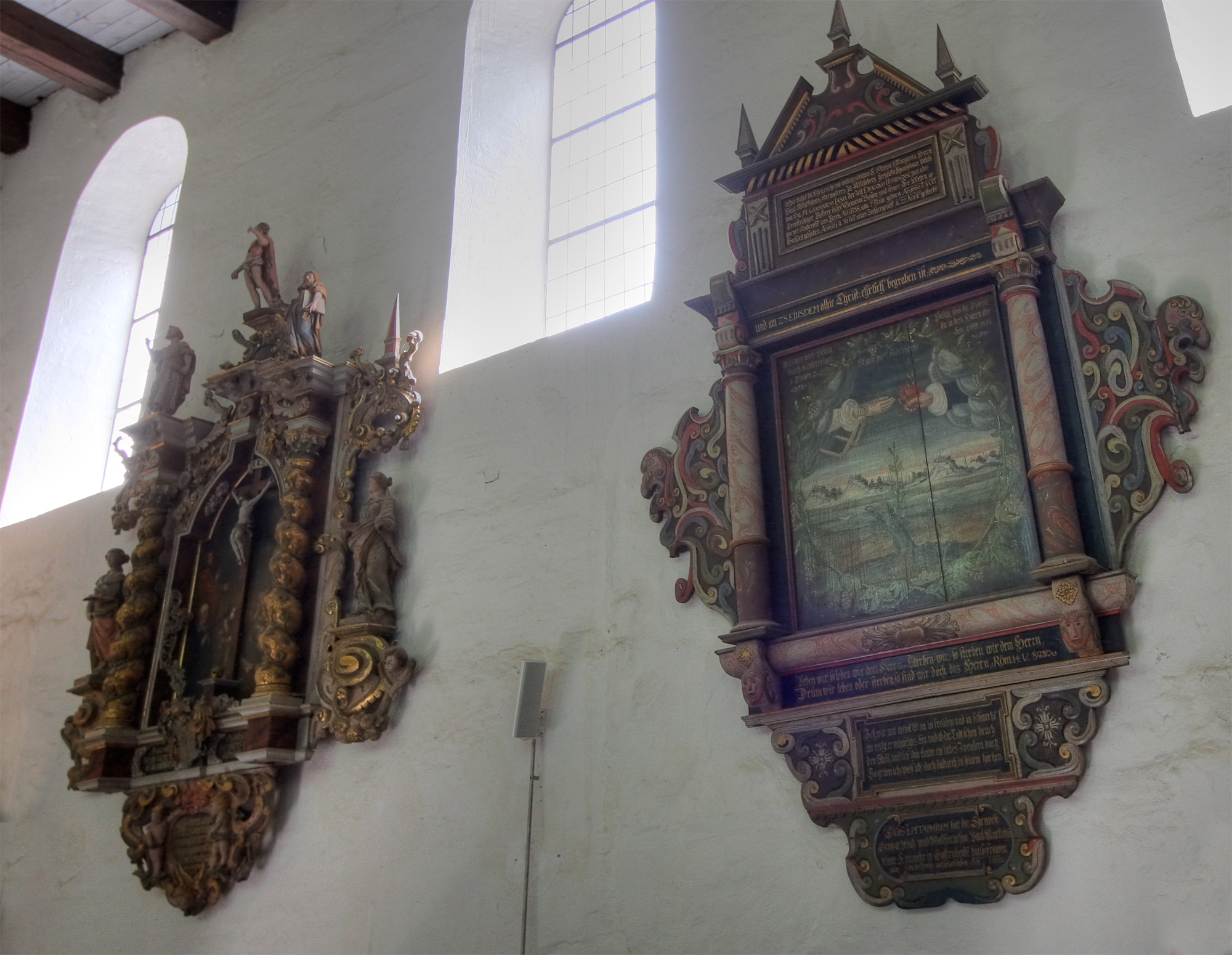
Epitaphe an der Südwand

### Wandmalerei in der Apsis
Im Innern der Kirche haben sich in der Apsis mit Rankenmalereien und einer nicht mehr vollständig erhaltenen Darstellung (Petrus und ein Stifter) kleinere Reste der ursprünglichen gotischen Wandmalerei erhalten, die 1952 entdeckt und freigelegt wurden.

### Altäre
Der Hauptaltar, ein früher Flügelaltar, gilt als einer der ältesten und bedeutendsten in Ostholstein. Das heutige Erscheinungsbild des Schnitzretabels ist allerdings nicht mehr das ursprüngliche. Bis 1915 hing das Retabel unbeachtet an der Südwand der Kirche und verkam. Damals wurden seine um 1370 geschnitzten Figuren neu montiert und die Reihenfolge erheblich verändert.
Doch wurde die Anordnung der Figurengruppen im Wesentlichen beibehalten: In der Mitte thront Christus in der Mandorla als Herr des Jüngsten Gerichts. Dieser Maiestas Domini zur Seite stehen Maria und Johannes (?), weiter außen die Apostel. Ein Bildfeld unter dem Christus zeigt Auferstehende und Verdammte. Die Zone unter den Heiligen des Mittelschreines füllen Büsten der Propheten, ihnen entsprechen auf den Flügeln die Büsten der jeweils fünf klugen und törichten Jungfrauen mit ihren vollen oder leeren Öllampen.
Der Stil der Figuren „von eigener, in Norddeutschland fremder Prägung“ (Dehio) ist durch schmale Köpfe und überlängte Körper gekennzeichnet. Die Schnitzerei, die sich seit der Renovierung in den 1960er Jahren holzsichtig präsentiert, war ursprünglich sicher farbig gefasst. Einige Teile des Rahmenwerks wurden erneuert.
Die Flügelaußenseiten waren 1664 übermalt worden, auf dem rechten Flügel wurden 1915 die vielleicht erst aus dem 15. Jahrhundert stammenden älteren Malschichten freigelegt. Zutage kamen ältere Malereien mit folgenden Themen: Kreuzigung, Grablegung, Gregorsmesse (eine der ältesten Darstellungen des Motivs!) und Höllenfahrt Christi.
Der sogenannte Nebenaltar ist den Aposteln Petrus und Paulus gewidmet und wird mit einer 1493 von den Gemeindemitgliedern gestifteten und mit 350 Mark lübsch ausgestatteten „ewigen Vikarie“ in Verbindung gebracht. Diesem Jahr entspricht der Stil der großen Schnitzfiguren, während die Flügelmalereien auf 1722 datiert werden. Ihre Innenseiten stellen die vier Evangelisten dar, außen sind die Apostel Bartholomäus und Thomas gemalt.

### Triumphkreuz
Ein Bildschnitzer aus dem Umkreis des Bernt Notke schuf um 1470 das große Triumphkreuz, das vor dem Chorraumbogen hängt und beim Eintritt in die Kirche sofort alle Aufmerksamkeit auf sich zieht. Die drei Lilien, die aus seinem Haupt wachsen, sind Zeichen seiner Reinheit und Unschuld. Vier Engel, die den Gekreuzigten umschweben, fangen das ausströmende Blut aus seinen Wundmalen in Abendmahlskelchen auf. Die vier Enden der Kreuzbalken sind erweitert und zeigen die Sinnbilder der Evangelisten: den geflügelten Menschen als Zeichen für Matthäus, den Löwen für Markus, den Stier für Lukas und den Adler als Zeichen für Johannes. Die Kreuzbalken sind durch herauswachsendes Blattwerk als Baum des Lebens gestaltet und weisen so auf Jesu Sieg über den Tod hin.
Bei der Restaurierung des Triumphkreuzes im Jahre 1916 wurden im Christuskopf fünf Reliquien entdeckt. Bei jeder Reliquie lag ein Pergamentstreifen mit ihrer genauen Bezeichnung. Danach sollen die Knochenteilchen von den Heiligen Laurentius, Maternianus und Mauritius stammen, weitere Knochensplitter angeblich von den Elftausend Jungfrauen, die bei Köln ihren Märtyrertod gefunden hatten. Ein kleiner Kalkstein soll „de monte Tabor“ sein, also vom Berg Tabor in Palästina.

### Spätgotische Schnitzarbeiten
Aus der Spätgotik stammen auch die Schnitzfiguren an beiden Seiten des Apsisbogens von Maria auf der Mondsichel (Nussbaumholz) und von Bischof Vicelin (Eichenholz), dem man im 19. Jahrhundert ein Kirchenmodell auf die Hand gesetzt hat. Das Chorgestühl aus dem 15. Jahrhundert zeigt an den Wangen fein geschnitzte Köpfe.

### Barocke Kanzel
Noch zur Zeit des Dreißigjährigen Krieges wurde im Jahr 1636 die reichverzierte Kanzel geschnitzt, was angesichts der großen Zerstörungen von 1627 ganz erstaunlich ist. Zwischen Ecksäulen stehen in Nischen Christus, die Evangelisten und die Apostel Paulus und Andreas. Die kleine Sanduhr auf der Kanzelbrüstung soll die Länge der Predigtzeit angeben; sie wurde Weihnachten 1734 von einem Gemeindemitglied gestiftet.

### Taufstein
Der älteste Gegenstand in der Kirche ist der links neben dem Hauptaltar stehende mittelalterliche Taufstein aus schwedischem Granit aus dem 12. oder 13. Jahrhundert; er steht auf einem jüngeren Sockel aus Kalkstein von der Insel Gotland.

### Empore mit Bildtafeln

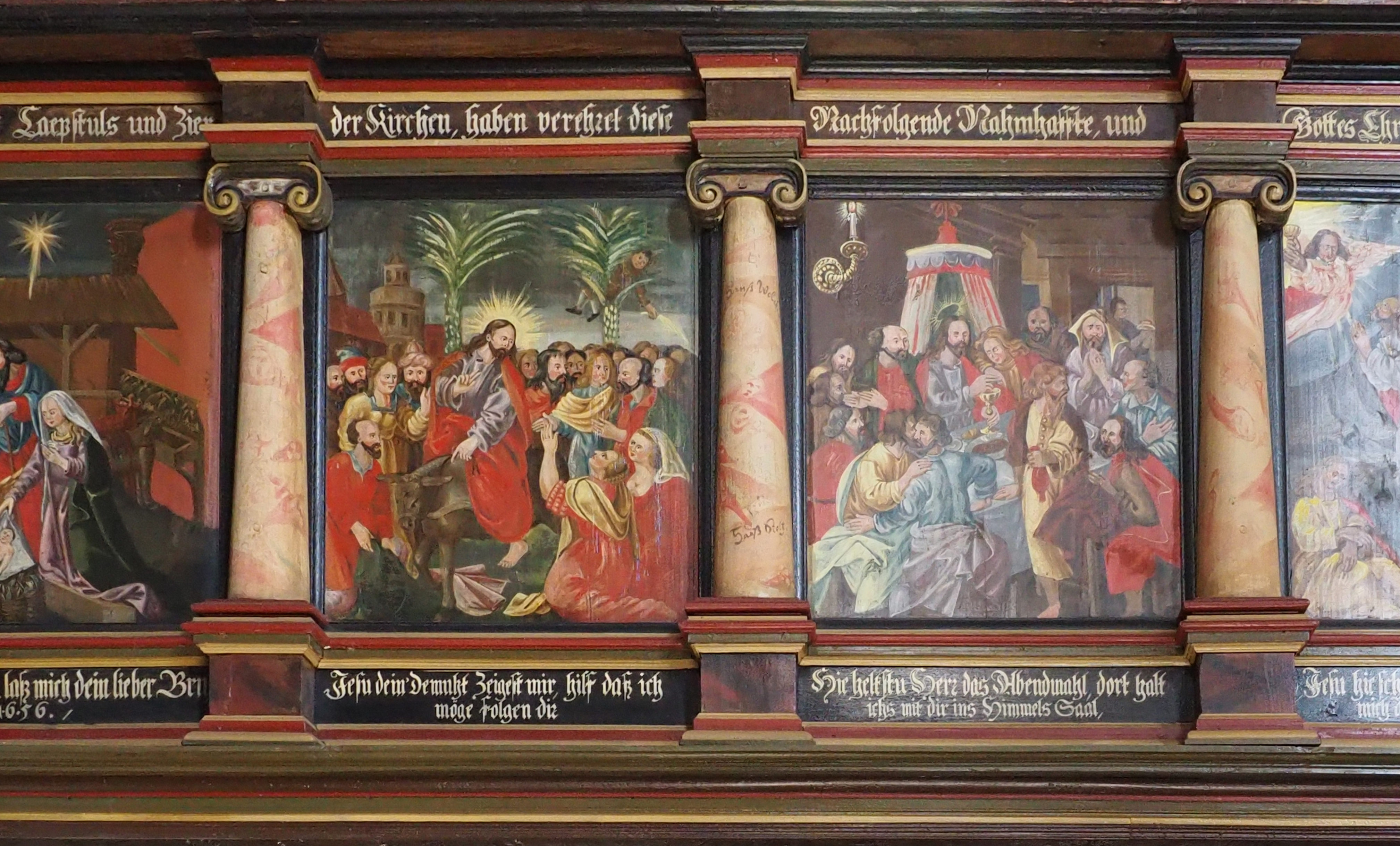
Emporenmalerei

Recht grob gezimmert sind die Ständer der 1656 errichteten Nordempore, deren zwanzig Gemäldetafeln zwischen Säulen Szenen aus dem Leben Christi erzählen, vor allem von seinem Leiden und Tod. Die im volkstümlichen Stil gemalten Bilder stammen von Hans Welcker, der auch das ursprüngliche Deckengemälde von der Taufe Jesu gemalt hat, das sich jetzt an der Westseite der Empore befindet. Die meisten Bilder wurden nach Vorlagen von Marten de Vos gemalt.

### Epitaphien
An der Südwand hängen drei Epitaphien des 17. Jahrhunderts. Von links nach rechts:
- Das figürlich und ornamental im Knorpelstil reich geschmückte Denkmal für den 1687 gestorbenen Henning Meyer ist das prächtigste der Reihe. In einem aufwendig gearbeiteten Rahmen mit weinumrankten Säulen, den fünf vollplastische Schnitzfiguren schmücken, zeigt das gemalte Mittelbild eine Kreuzigungsgruppe, bei der der Stifter neben den trauernden Frauen vor einem plastisch dargestellten Kreuz kniet. Meyer, bischöfliche Hausvogt des Hochstifts Lübeck in Eutin, stiftete schon zu Lebzeiten mehrere sehr ähnliche Epitaphien für die Kirchen in Bosau, Malente und Neukirchen. In allen drei Kirchen dienten diese Epitaphien, wenn auch zum Teil umgearbeitet, zeitweise als Altarretabel. Anders als in Bosau sind bei den beiden anderen Exemplaren die kunstvollen Rahmen nicht mehr erhalten. Ein noch aufwendigeres, wenn auch deutlich schlechter erhaltenes Epitaph stifteten Meyer und seine 1673 verstorbene Frau 1670 der Eutiner Kirche.[4]
- Das seltene Motiv eines rein emblematischen Gemäldes erscheint im holzgeschnitzten Rahmen des Mackohm-Epitaphs. Der Arm des Todes hält eine weibliche Hand zurück, der von der Hand des Ehegatten Herz und Lorbeer, wohl für liebendes und ehrendes Gedenken, gereicht werden. Aus einem Baumstumpf darunter sprießt ein junger Zweig. 1662 ließ Paul Mackohm, Verwalter von Gut Ascheberg, diese Tafel seiner im Alter von 23 Jahren einen Monat nach der Geburt einer Tochter verstorbenen Ehefrau Anna Margretha, der Tochter des Pastors Gerhard Janus, setzen.
- In den schlichten Formen der Spätrenaissance tritt das 1869 erneuerte Inschrift-Epitaph für die 1621 und 1631 gestorbenen Eltern des Lübeckers Jochen Brockes auf.

### Orgel

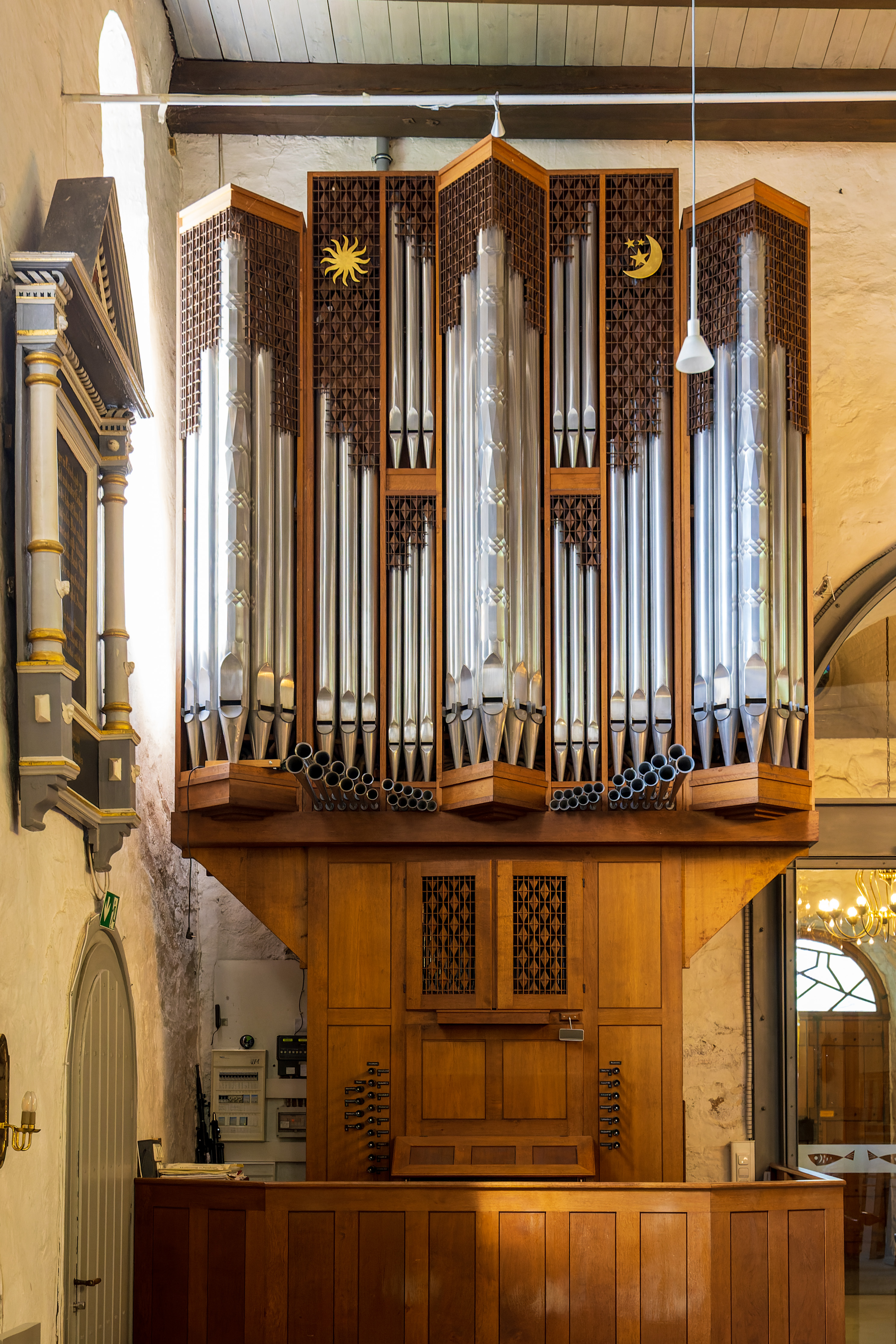
Prospekt der Becker-Orgel

Die heutige Orgel der Kirche wurde 1972 von der Firma Becker erstellt. Der Prospekt besteht aus gedunkelter Eiche. Das Instrument verfügt über 18 Register auf zwei Manualen und Pedal. Das Instrument hat folgende Disposition:
| I Hauptwerk C-g3 |           |    |
| 1.               | Prinzipal | 8′ |
| 2.               | Rohrflöte | 8′ |
| 3.               | Octave    | 4′ |
| 4.               | Gedackt   | 4′ |
| 5.               | Gemshorn  | 2′ |
| 6.               | Mixtur IV |    |
| 7.               | Trompete  | 8′ |
| 8.               | Clarine   | 4' |
|                  | Tremulant |    |

| II Brustwerk C–g3 |             |        |
| 9.                | Gedackt     | 8′     |
| 10.               | Spitzflöte  | 4′     |
| 11.               | Nasat       | 2 ⁄3′  |
| 12.               | Prinzipal   | 2′     |
| 13.               | Terz        | 1 3⁄5′ |
| 14.               | Scharff III |        |
|                   | Tremulant   |        |
|                   |             |        |

| Pedal C–f1 |            |     |
| 15.        | Subbass    | 16′ |
| 16.        | Prinzipal  | 8′  |
| 17.        | Choralbass | 4′  |
| 18.        | Fagott     | 16' |

- Koppeln: II/I, I/P, II/P
- Spielhilfen: Zimbelstern, Nachtigall

## Geistliche
- 1770–1788 Jacob Leonhard Vogel (1729–1798)

### Allgemeines
- Helmold von Bosau: Chronica Slavorum. Aus dem Lateinischen übersetzt von J. M. Laurent und W. Wattenbach. Phaidon, Kettwig 1990.
- Führer zu vor- und frühgeschichtlichen Denkmälern, Band 10: Hansestadt Lübeck – Ostholstein – Kiel. von Zabern, Mainz 1972.
- Andreas Rumler: Schleswig-Holstein. Dumont Kunst-Reiseführer, Dumont, Köln 2007.
- Rumold Küchenmeister: 800 Jahre St. Johanniskirche zu Oldenburg. In: Festschrift zur 850-Jahr-Feier der St. Johanniskirche zu Oldenburg in Holstein. Kirchenvorstand der evg.-luth. Kirchengemeinde Oldenburg in Holstein, Oldenburg 2007. (Originalbeitrag von 1957 mit historischen Ergänzungen von Jürgen Eberhardt 2007.)
- Antje Schnitz: Die Orts- und Gewässernamen des Kreises Ostholstein. Karl Wachholtz Verlag, Neumünster 1981.

### Petrikirche Bosau
- J. Burmeister: Die wundersame Wandlung des Bosauers Altars. In: Natur- und Landeskunde, Zeitschrift für Schleswig-Holstein, Nr. 10–12, Dezember 2008.
- Hans Gerber: Sankt Petri Kirche zu Bosau. Struve’s Buchdruckerei und Verlag, Eutin 1973.
- Johannes Habich, Matthias Hartenstein: Die Kirche zu Bosau am Plöner See (Langewiesche Bücherei). Königstein i. Ts. o. J. (1982), ISBN 3-7845-0262-8.
- Informationsblatt (Faltblatt) der St. Petrikirche Bosau, Beuroner Kunstverlag. Ohne Jahr.
- J. Piening: Die Petrikirche Vicelins in Bosau und ihre Gemeinde. 1913/17.